# Centuria (Wisconsin)
Centuria és una població dels Estats Units a l'estat de Wisconsin. Segons el cens del 2000 tenia 865 habitants.

## Demografia
Segons el cens del 2000, Centuria tenia 865 habitants, 343 habitatges, i 218 famílies. La densitat de població era de 215,5 habitants per km².
Dels 343 habitatges en un 33,5% hi vivien nens de menys de 18 anys, en un 49,3% hi vivien parelles casades, en un 11,1% dones solteres, i en un 36,2% no eren unitats familiars. En el 30,6% dels habitatges hi vivien persones soles el 12,2% de les quals corresponia a persones de 65 anys o més que vivien soles. El nombre mitjà de persones vivint en cada habitatge era de 2,45 i el nombre mitjà de persones que vivien en cada família era de 3,09.
Per edats la població es repartia de la següent manera: un 27,9% tenia menys de 18 anys, un 7,7% entre 18 i 24, un 30,1% entre 25 i 44, un 19,2% de 45 a 60 i un 15,1% 65 anys o més.
L'edat mediana era de 35 anys. Per cada 100 dones de 18 o més anys hi havia 93,2 homes.
La renda mediana per habitatge era de 32.560 $ i la renda mediana per família de 39.375 $. Els homes tenien una renda mediana de 31.838 $ mentre que les dones 21.736 $. La renda per capita de la població era de 15.317 $. Aproximadament el 4,1% de les famílies i el 7,9% de la població estaven per davall del llindar de pobresa.

## Poblacions més properes
El següent diagrama mostra les poblacions més properes.